# Hocine Benmiloudi
Hocine Benmiloudi (né le 31 janvier 1955 à El Madania et mort le 5 novembre 1981 à Alger) est un footballeur international algérien. Il a joué dans les années 1970 et 1980.
Il compte 6 sélections en équipe nationale entre 1979 et 1980.

## Biographie
Attaquant des Fennecs, Hocine Benmiloudi participe à la CAN 1980, terminant finaliste, et inscrivant un but contre l’Égypte en demi-finale. 
Il est joueur du CR Belouizdad de 1973 à 1981, remportant la coupe d'Algérie en 1978. Le 5 novembre 1981, à l'âge de 26 ans, lors d'un match de première division contre l'USM Aïn Beïda au Stade du 20 août 1955, il meurt à la suite d'un empoisonnement de la nourriture qu'il a mangée auparavant.

## Palmarès
- Finaliste de la Coupe d'Afrique des nations 1980 avec l'équipe d'Algérie
- Vainqueur de la Coupe d'Algérie en 1978 avec le CR Belouizdad